# 금마로
금마로(Geumma-ro)는 충청남도 홍성군 금마면 배양사거리에서 예산군 대흥면 교촌삼거리를 잇는 도로이다

## 주요 경유지
충청남도
- 홍성군 (금마면) - 예산군 (응봉면 . 대흥면)

## 노선
전 구간 지방도 제616호선에 속하므로 이에 대한 별도 표기는 생략한다.
| 이름          | 접속 노선              | 소재지 | 소재지 | 비고 |
| ------------- | ---------------------- | ------ | ------ | ---- |
| 배양사거리    | 국도 제21호선 (충서로) | 홍성군 | 금마면 |      |
| 짐승고개      |                        | 홍성군 | 금마면 |      |
| 아마리고개    |                        | 홍성군 | 금마면 |      |
| 덕정사거리    | 광금북로               | 홍성군 | 금마면 |      |
| 도막사거리    | 봉수산로               | 홍성군 | 금마면 |      |
| 버티고개      |                        | 홍성군 | 금마면 |      |
|               | 예산군                 | 응봉면 |        |      |
| 교촌삼거리    | 예산군                 | 예당로 | 대흥면 |      |
| 예당로와 직결 |                        |        |        |      |